# 人間動物園

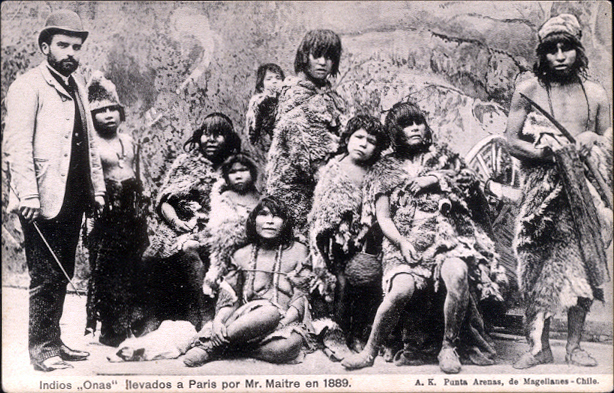
1889年にメートルによってパリに連れてこられたティエラ・デル・フエゴ（アルゼンチンのパタゴニア）の原住民。

人間動物園（にんげんどうぶつえん、英: human zoo、「民族学的展示」「人間の展示」ともいう）とは、19世紀から20世紀にかけて行われた、社会進化論や人種差別、進化主義、植民地主義に根ざした、野蛮・未開とされた人間の文化・生態展示のことである。実際のパビリオン自体の名称として黒人村とされている例もあるが、必ずしもアフリカ系の黒人が対象となるわけではない。

## 概要
チャールズ・ダーウィンの進化論が社会に受け入れられると、人間の社会に進化の段階性を見出す人々が現れるようになった。西欧近代社会を進化の頂点とみなす、この社会進化論はあらゆる人類が同じ発展をすると考える単一的発展史観（進化主義）を取るために、アジアやアフリカの諸民族の社会を「遅れた」「劣った」社会とみなした。そうした中、植民地の諸民族の文化と西欧文明との差異を観察し、帝国主義や植民地経営を正当化するための装置として機能したのが人間動物園である。各地の博覧会で余興として、または植民地経営を誇るものとして行われ人気を博した。
例えば、セントルイス万国博覧会の人類学展示は以下の目的のもと企画された。
このような視点のもと、実際に諸民族の伝統的居住空間を展示会場に作り、そこで人々を生活させ、民芸品の作製や伝統芸能をみせる展示をした。入場制限はあるものの動物園のように必ずしも檻によって隔離されてはおらず、しばしば通訳がおかれたりするなど会話が出来るようになっている場合もあった。
人間動物園(Human zoo)という語は植民地研究の中で注目を浴び、主に英仏のカルチュラル・スタディーズの中で利用されるようになったものである。
1920年代、フランツ・ボアズの文化相対主義、マリノフスキーやラドクリフ=ブラウンの機能主義が勃興するとともに、人類学において進化主義は廃れ、民族学的な展示はエスノセントリズムから離れたものになるようになった。
人間動物園の研究は、それにまつわる差別の眼差しを批判的に捉える試みが多い。そのために、実際の展示や展示者の意図が、現代的な視点からは人権に配慮していないという問題があるにせよ、実際には進化主義的な視線がない只の余興的な展示であっても、過剰に”差別的な装置である”とされてしまっている例が存在することや、人間動物園を経験した観客・展示者の感想についての分析が乏しいという批判がある。例えば、フランスの植民地博覧会などでは、動物園と工芸品などの展示の間に人間動物園が設置されたことを指して、社会進化論が主催者や企画者の進化主義の証明とされているが、セントルイスや日英博などの展示は、参加国が各々人間の展示を行っていた部分もあり必ずしも進化主義が実証されているわけではない、というのが宮武の主張である。

## 欧米における人間動物園の歴史

### 最初期の人間動物園

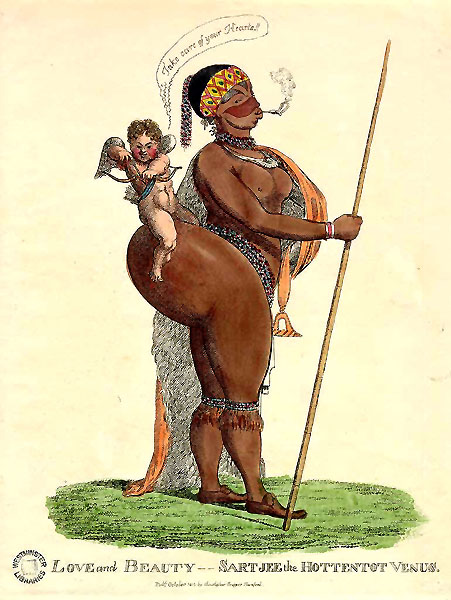
19世紀にロンドンで展示されたサールタイ・バートマンの戯画。 ホッテントットのヴィーナスとして知られる. コイサン人として生まれた

16世紀のルネサンス期、メディチ家の出身のイッポーリト・デ・メディチはバチカンにメナジェリー（動物園）を建造し、種々の動物と同様に様々な人種を集めていた。彼の建設した動物園にはムーア人・アフリカ人・インド人・タタール人などが収監されていたという。
18世紀、イギリスの王立ベスレム病院（ベドラム）では精神病患者が見世物とされていた。またイギリスでは16世紀から1868年5月26日までの間、市民の見物を前提とした公開処刑がタイバーンやニューゲイト監獄といった各地で行われており、その執行の様子は庶民の定期的な娯楽とされていた。
欧米社会における最初期の動物園は、メキシコのモンテスマに建造されたものであった。そこでは動物だけではなく、小人症、アルビノ、脊柱側弯症といった身体障害者も収監されていた。
例えば1835年2月25日、アメリカの高名な興行師P・T・バーナムは、黒人奴隷のジョイス・ヘスを161歳と謳い、またシャム双生児のチャンとエンを見せ物とした。こういった展示は奇形による興行が主だったが、他民族に対する好奇心の歴史は、植民地主義と同じくらい歴史がある。例えばクリストファー・コロンブスは1493年、新世界の西インド諸島からスペインの法廷に原住民のアメリカ人（後に「インディオ」、「インディアン」と呼ばれるようになった）を連れていった。他にも1815年に死ぬまでロンドンとフランスで展示されたホッテントットのヴィーナスとして知られるサールタイ・バートマンや、ウルグアイのチャルーア人の絶滅に当たって、ウルグアイ政府当局とフランス人の手によってフランスに連行され、見世物にされた末に餓死した最後の族長バイマカ・ペルーも有名である。1850年代、メキシコから連れて来られた2人の小頭症の子供MaximoとBartolaは「アステカ族の子供」と「アステカ族リリパットの住民」として、米国とヨーロッパに展示された。
しかし人間を展示する「動物園」は、1870年代に新植民地主義の中で一般的なものになった。

### 1870年代から第二次世界大戦まで
異民族の生態的な展示は1870年代に様々な国で人気を集めた。ハンブルク、アントワープ、バルセロナ、ロンドン、ミラノ、ニューヨーク、およびワルシャワの各地に人間動物園があり、20万人から30万人の観客を集めた。野生動物商で、のちにヨーロッパで多くの動物園を開業したカール・ハーゲンベックは、1874年に「完全に自然なままの」民族としてサモア人とサーミ人を展示した。また1876年には、彼はエジプト領スーダンから、野生動物とヌビア人を連れてこさせている。ヌビア人の展示はヨーロッパで非常に成功し、パリ、ロンドン、ベルリンを巡業した。また、彼はラブラドールのホープデイルで多くの"エスキモー"(イヌイット)を手に入れた。このイヌイットはハンブルクのカール・ハーゲンベック動物園に展示された。
1877年、ブローニュの森のジャルダン・ダクリマタシオン（順化園）の学芸員アルベルト・ジョフロア・ド・サンヒレアは、ヌビア人とイヌイットを紹介した二つの民族学的な展示をすることにした。結果年間訪問者数は100万まで倍増した。また1877年と1912年の間には、約30回の民族学的な催しがジャルダン・ダクリマタシオンで行われた。オーギュスト・コントの弟子のエミール・コラは、ここを訪問し、原始的な人種であっても利己主義よりも社交性が強いという仮説の検証をした。
こうした民族展示は、万国博覧会の格好の客寄せとして注目を浴びた。1878年パリ万博と1889年パリ万博の両方において、黒人村(village nègre)というパビリオンが作られ、2800万人が訪問した。1889年の博覧会では主要展示として400人の先住民が展示された。アンヴァリッド広場に設けられた植民地コーナーでは、各国の植民地の原住民がそこで生活をし、その暮らしぶりを展示として来場者に見せる「植民地の人々の生活」の展示が行われた。ここで披露された民族音楽の演奏は、ヨーロッパの多くの人々が非ヨーロッパの音楽に初めて触れる機会となり、ドビュッシーを筆頭に西洋音楽家に影響を与えた。1900年のパリ万博ではマダガスカルの植民地集落が再現され生活展示が行われた。一方マルセイユ（1906年、1922年）とパリ（1907年、1931年）での植民地博覧会ではしばしば裸の、または半裸の人間の展示がなされた。1931年のパリ植民地博覧会は半年に3400万人が訪れるほど成功した。もっとも反植民地主義の立場からの批判は当時から存在した。フランス共産党によって企画された”植民地の真実”と題する小さな展覧会では、植民地博覧会と同時に行われ、植民地経営によって植民地の住民が幸福になったという博覧会のプロパガンダとは対照的に圧政による抑圧や、農園での支配が告発されていた。しかしそこにはほとんど人が訪れなかった。この展覧会の第一室は植民地における強制労働についてのアルベルト・ロンドレとアンドレ・ジイドの評論家の記述を思い起こさせるものだった。セネガルの遊牧民の村も展示された。

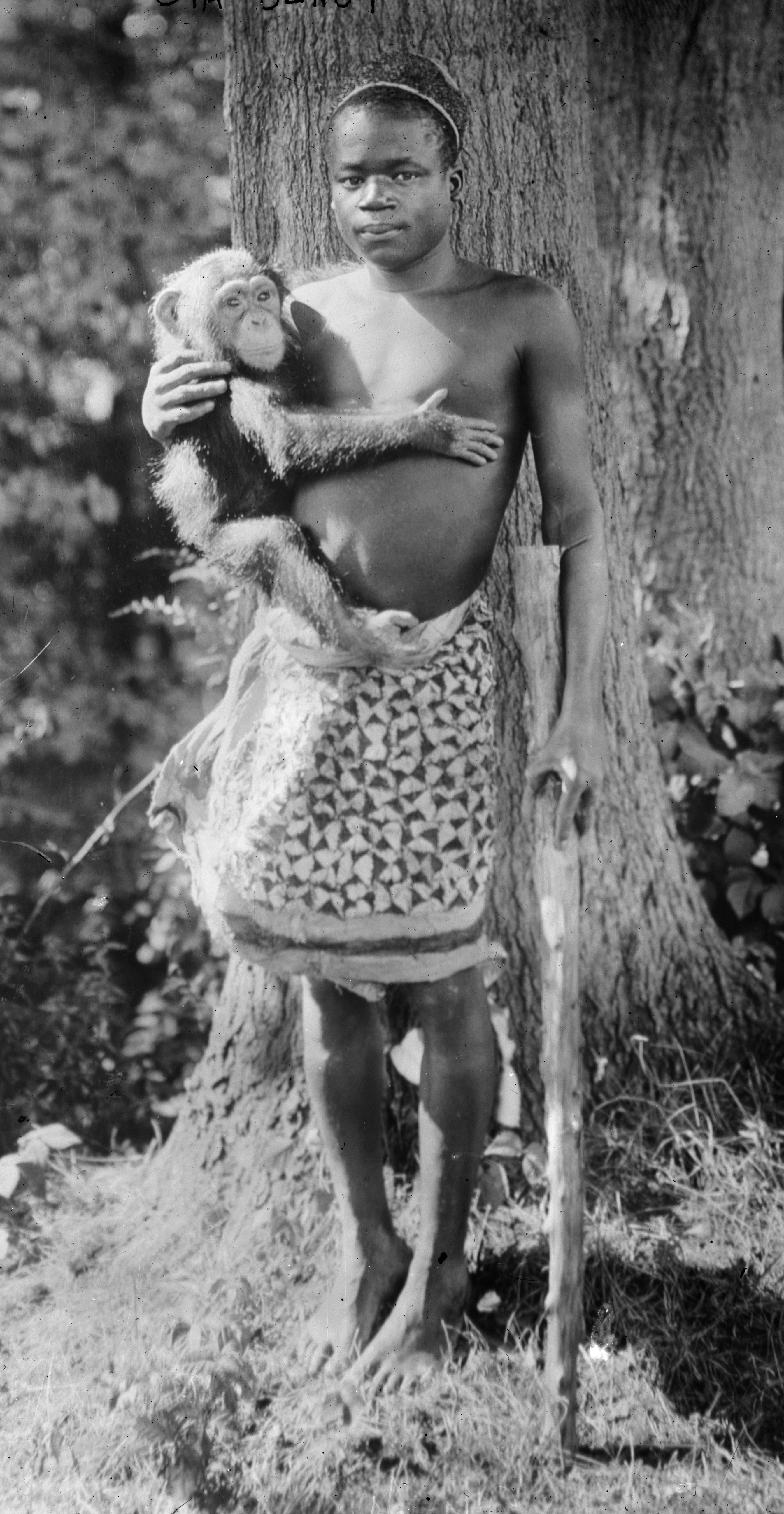
オタ・ベンガ, 人の展示, 1906年

1883年、オランダ国立博物館の後背地で開催されたアムステルダム国際植民地輸出博覧会でもスリナムの先住民が展示された。 
1896年、訪問者数を増加させるためにシンシナティ動物園は、100人のスー族インディアンに園内に村を設立するよう誘うと、スー族は3カ月動物園に生活した。
1901年、汎アメリカ(フィラデルフィア)博覧会と1893年のコロンビア博覧会でも同様の展示が行われた。そこではベリーダンサーのリトル・エジプト（Little Egypt）が踊った。
1904年のセントルイス万国博覧会では、社会進化論に基づいて人類が序列化され、娯楽街「Pike」、人類学部門、「フィリピン村」の三ヵ所でこれまでの万博を大きく上回る規模で「人間の展示」が行われた。アパッチ族、フィリピンのイグロット族、およびザイールピグミーのムブティ族であるオタ・ベンガは「原始的」というプレートをつけられて展示された。米西戦争に続いて、米国はちょうどグアムや、フィリピンや、プエルトリコなどの新しい領土を取得したところだったのだが、何人かの原住民を「展示すること」にしたのだ。セコイア・アデ師によると
楠本(2007)によれば、フィリピン村にはフィリピンの諸民族1200人が集められたが、特にイグロット人の犬を食べる習俗が強調されたために、フィリピン人一般の話とアメリカ人に受け止められたのではないかという不満を、米国に留学していたフィリピン人学生が記録に残している。一方で植民地支配の正当化のために、教育施設や裁判所などのインフラの整備を行ったことが強調され、教育されたフィリピン人兵士がパレードを行った。
1906年、社交界の名士でアマチュア人類学者のマディソン・グラント(ニューヨーク動物学協会会長)が、ニューヨーク市のブロンクス動物園にコンゴのピグミーのオタ・ベンガを霊長類や他の動物と一緒に並べて展示した。グラントの指示のもと、著名な優生学者で動物園園長のウィリアム・ホルナディは、チンパンジー・Dohongと名づけられたオランウータン・オウムと並べてオタ・ベンガを置き、まるでオタ・ベンガが進化論的にヨーロッパ人よりサルの近くであるかのように、彼にミッシングリンクのレッテルを貼った。それは牧師からの抗議の引き金となったが、公衆はオタ・ベンガの展示を見るために群れたと伝えられている。
ベンガは弦を撚り、弓矢を放ちオランウータンと闘った。ニューヨークタイムズによれば「人間を猿の仲間として展示することに対する異議はほとんどだされなかった」が、ニューヨーク在住の黒人聖職者が激しく非難したので、論争は勃発した。「我々の人種について、類人猿と我々を継ぐものはほとんど消え去ったと考えています」と、ジェームズH.ゴードン師（ブルックリンのハワード黒人孤児院長）は語った。「魂において、我々が人間であると考えるのが正しいのです。」
ニューヨーク市長ジョージ・B・マクレランJr.はその黒人聖職者に会うことを拒否した。一方でホルナディ博士を賞賛し、「動物園史が書かれるとき、この事件はその最も面白い挿話となるでしょう。」と彼に手紙をしたためた。論争は続いたが、ホルナディは弁解しないままでいた。彼のただ一つの狙いは「学術的な展示であると主張する」ことであった。別の手紙の中でボルナディは、10年後に人種差別的な小冊子“The Passing of the Great Race” を出版するニューヨーク動物学会の書記官マディソン・グラントと彼が、「黒人の聖職者によって社会が影響されてしまう、あってはならない緊急事態であった」と考えていたと綴っている。しかしホルナディはちょうど2日後に展示を閉じることに決めた。そして9月8日月曜日には、ベンガが動物園の敷地を歩いているのを発見されることとなった。彼はその後も群衆たちによって吠えられたり、あざけられたり、叫ばれたりすることが続いた。

### 人間動物園の残滓
人間の動物園の概念は、完全にはなくならなかった。コンゴの村という展示は、1958年のブリュッセル万国博覧会でも行われた。
1994年4月、ナントの近郊ポートサンペールのアフリカ風サファリに象牙海岸の村が作られた。
2005年7月、ドイツのアウクスブルクの動物園にアフリカ村落が作られた。2005年8月、志願制であるがロンドン動物園においてイチジクの葉を着ている人間を展示した。2007年、オーストラリアのアデレード動物園は、教育運動の一環として、昼間類人猿厩舎内に収容されたいと申し込んだ人々から構成される人間動物園の展示を行った。住民はいくつかのエクササイズに参加し、新しい類人猿施設への寄付を客に求めた。またメルボルン動物園では人間の展示はないが、ポリネシアやインドネシアやタイなどの「民族」としての建造物が展示されており、これも博物学と民族学とが重なり合っていた分類の痕跡をしめすものである。2007年に、ブラザビル（コンゴ）で行われたパンアフリカ音楽祭において、ピグミーのパフォーマーは動物園を宿舎として提供され、物議をかもした。

## 日本による人間の展示
ヨーロッパ同様に日本にも見世物小屋において、奇形を売り物にする歴史があった。しかし、見世物は学術目的ではなく単純な好奇心を満たすことが閲覧の目的であるため、本項で言う人間の展示に含めることはできない。生活を紹介する展示というのは近代の中で現れてきたものである。
国際博覧会における日本の展示は当初、欧米人に対して自らエキゾチズム、ジャポニスムを前面に出すことから始まった。最初に参加した1867年のパリ万博では伝統的な工芸・美術品の出品と同時に、日本茶屋というスペースにおいて、清水卯三郎に連れられた柳橋芸者が三人参加し、工芸品同様大きな人気を博した。こうした展示は数々の博覧会で好評を博し、特にゲイシャガールの人気はパリ万国博覧会 (1900年)会場近くの劇場で私的に公演されていた川上音二郎・川上貞奴の人気からも窺える。
社会進化論や進化主義に影響された人間の展示は、1903年の大阪内国勧業博覧会に作られた「学術人類館」と、翌年のセントルイス万国博覧会のアイヌ村をまつ必要があった。
台湾総督府民政長官の後藤新平は理蕃政策などの成果を見せようと、「風俗文化産業の真相を内外人に示し、大に管内諸般の発達を図らむ」と、農業・園芸から台湾原住民や漢民族習俗に至る一五部門の展示を行った。纏足の少女による喫茶は博覧会でも大きな話題をよんだ。また留学先で見学した1889年のパリ万博の人間の生活の展示に深く感銘を受けた東京大学の坪井正五郎によって企画された学術人類館では
と欧米で行われていた人間の展示を模したものを行う予定であった。実際には外交ルートを通じて清朝が開催前に抗議し、朝鮮からも開会直後に抗議があったのでこれらの二民族は展示が取りやめられた。また沖縄県でも会期中に、自分たちの同胞がアイヌや生蕃などと同列に展示されることについて異議が新聞などで唱えられることとなった。これは後に人類館事件と呼ばれたが、当時既にアジアにおいて人間の展示が、洗練と野蛮を展示するものであると理解されていたことがわかる。
アイヌ民族資料の万博展示は1873年のウィーン万国博覧会にまでその起源を遡ることができる。アイヌ=コーカソイド同祖説を類推していた地質学者ライマンは、1876年のフィラデルフィア万国博覧会にアイヌの参加を打診していた。しかし実現においては、1904年のセントルイスを待たなくてはならなかった。
1903年11月、セントルイス博の人類学部門責任者であるマクギーは正規の規格の一部としてワシントン日本大使館にアイヌの展示協力を詳細な計画書とともに依頼した。選定にはシカゴ大学の人類学教授のフレデリック・スターとアイヌ研究者であるジョン・バチェラーが協力し、9人のアイヌが旅券に北海道平民として記載され渡米した。9人は7ヶ月の長期滞在の間1日1円の報酬と民芸品の売上を獲得した。そのうち数名は日本語ができなかったと考えられている。文化程度の低い民族として選ばれたアイヌであったが、信仰心や勤勉さ、礼節について見学者から高く評価された。また同時に開催された1904年セントルイスオリンピックの「人類学の日（Antropological day）」にもアイヌは参加した。このとき西欧社会にとって既に文明化されていた日本、清、東インド、セイロンの参加も予定されていたが、実際にはこれらの人々は参加しなかった。
1910年、ロンドンで催された日英博覧会の余興ゾーンにおいてアイヌと台湾原住民のパイワン族に生活住居が作られ、住み込みの人間の展示が行われた。この展示は正規パビリオンで行われるような人類学的な展示や植民地の正当化を目的としたものではなく、余興として企画されたものであった。当時の資料（『博覧会事務局報告』）によれば、日本政府が自ら企画したのではなく、日本政府が演出をまかせた英国人シンジケートの発案であったことが記されている。この展示についてThe Daily News誌は「アイヌは世界でもっとも礼儀正しい人種である」しかし「台湾人とアイヌを混同視してはならない。台湾土人は礼儀正しくない」と報道し、また前述の人類学者フレデリック・スターが「コーカソイドであるアイヌの民族的なサルベージ」を訴えた。選出に際しても熟練した日本語話者が選ばれ、アイヌに出された旅券はセントルイスの時と異なり、平民ではなく「空欄」であったりと、差別的な眼差しが派生していることも窺える。半年間の開催期間には多数の客が訪れ盛況であったために、参加者は報酬とチップを合わせると帰国後一年間働かなくてもよい収入があったほど羽振りがよかったようだと、近隣の者が述懐するほどであった。同時に作られた日本の農村風景については、台湾日日新報が不適切であり、不当であったと批判している。
日英博覧会の「日本余興」は、客寄せと運営資金獲得の必要から重要視された計画であった。その企画・運営は日本人が為すべきと当初英国側から勧めがあったが、ヨーロッパ人の集客のための立案は日本人には不適と判断した日本政府は、英人「シンジケート」にそれを全面的に委託した。委託にあたっての方針としては「本邦の品位を損するものは一切之を許容せさること」とし、委託した博覧会事業者の希望を考慮した上で「台湾生蕃の生活状態」を含む8項目の「余興」を容認したと、後に書かれた『博覧会事務局報告』は記している。
この「余興」について朝日新聞記者として特派された長谷川如是閑は、博覧会見聞ルポルタージュの中で『台湾村』について、「之を多くの西洋人が動物園か何かに行ったやうに小屋を覗いて居る所は聊か人道問題にして、西洋人はイザ知らず日本人には決して好んでかかる興行物を企てまじき事と存じ候。」と批判した。如是閑の批判の矛先は「博覧会会社」であるが、それは日本政府が全面委託した英人「シンジケート」を引き継いだ現地会社のことである。博覧会はなお続いたが、その後に展示方法を変更したという記述は「日英博覧会事務局事務報告」にはない。
国内での人間の展示は続き、1912年の東京上野での拓殖博覧会では、「オロッコ、ギリヤック、樺太アイヌ、北海道アイヌ、台湾土人、台湾蕃人の諸種族男女長幼総数18人」が会期中に自分たちの伝統的住居をつくり、そこで寝泊まりした。1914年の東京大正博覧会では、これまでの博覧会同様にアイヌや台湾人と同時に、南洋諸島や東南アジアのベンガリ人・クリン人・マレー人・ジャワ人・サカイ人を集めた南洋館が作られた。博覧会主催者が配った冊子によれば、これらの人々は食人種と紹介され、鰐や大蛇、象などの展示に混じって生活の展示をさせられたという。

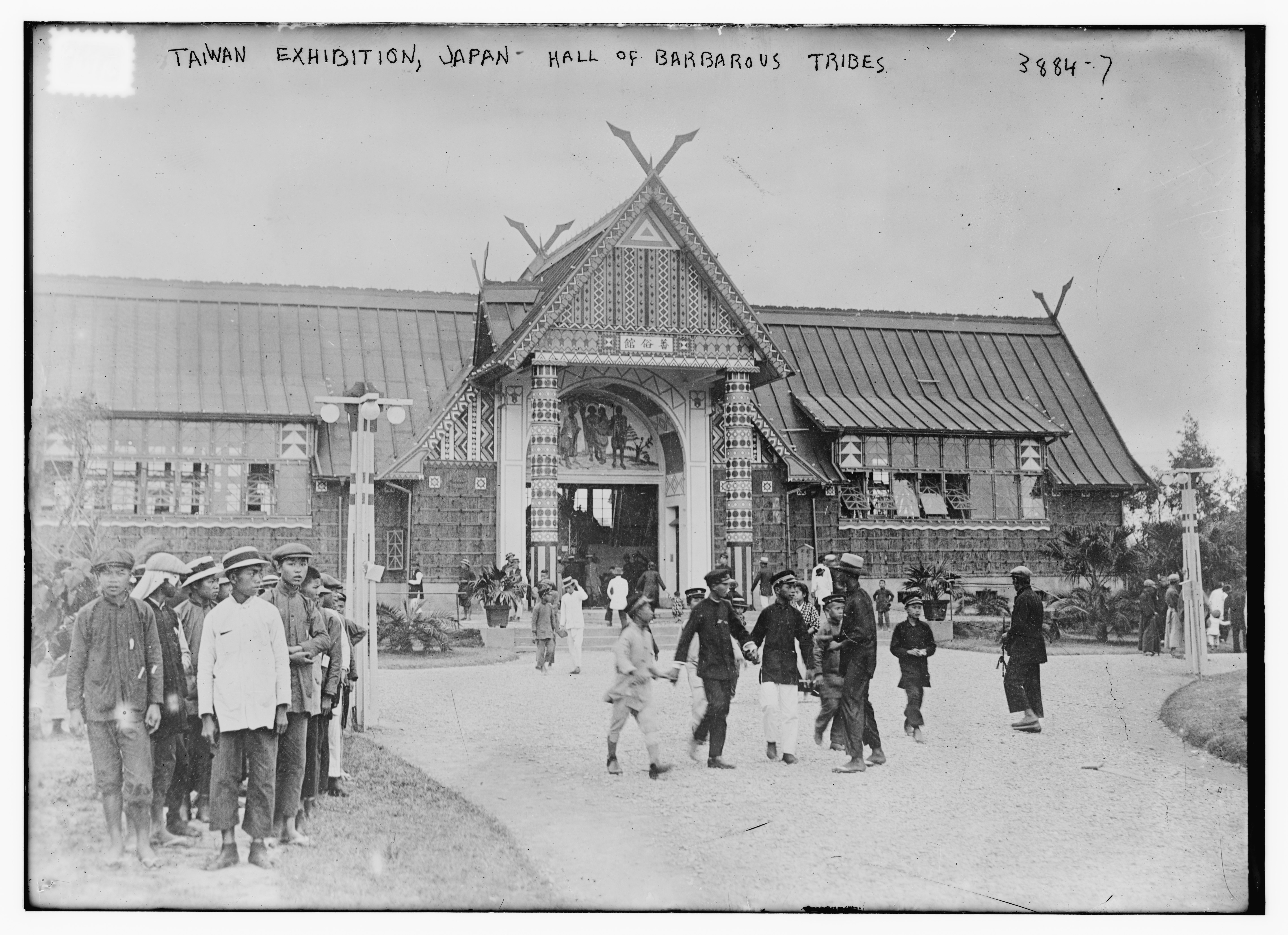
台湾勧業博覧会の蕃俗館。1916年

1916年の台湾勧業共進会では正規パビリオンの蕃俗館において、生人形や模型とともにツォウ族とタイヤル族の伝統的住居（蕃屋と称された）が作られ、また民間人がフィリピン人の農家を建てフィリピン人を住ませて生活の展示を行った。さらに1935年、台湾博覧会においても、会場内にタイヤル族の蕃屋が立てられ、男女が寝泊まりし日常生活を示した。
日本がおこなった民俗紹介の展示は「人間動物園」という分析概念で参照されていないが、吉見俊哉は『博覧会の政治学』において、上述したジャルダン・ダクリマタシオンの学芸員アルベルト・ジョフロア・ド・サンヒレアがヌビア人とイヌイットを紹介した二つの民族学的な展示を「人間動物園」と呼び、それを日本が内国勧業博覧会や日英博覧会で導入したと主張している。
2009年4月NHKの番組「NHKスペシャル シリーズ 「JAPANデビュー」」第一回放映分において、日本が1910年に開催された日英博覧会でパイワン族の紹介を「人間動物園」と表現。これについて抗議の声があがり、パイワン族から名誉毀損であるという訴えがなされた。2013年11月28日、東京高等裁判所は「当時は使用されていない言葉」とし、「一部の学者が唱える言葉に飛びつき、その評価も定まっていないのに人種差別的な意味合いに配慮せずに番組で何度も言及し、日英博覧会に志と誇りを持って出向いたパイワン族の人たちを侮辱した」と名誉毀損・民族差別であるとして、NHKに損害賠償を命じる判決を言い渡したが、上告審で原告は敗訴した。

## 諸民族の伝承に見られる人間と動物の関係
人間を動物扱いする人間動物園は、洗練さと野蛮についてのエスノセントリズムを進化主義によって粉飾した近代欧米発祥の装置である。一方『人間を動物と同一視する』という思想は目新しいものではなく、アフリカやアメリカ先住民やアジアの民間伝承においては、祖先を動物とする思想(トーテム)を持っていたり、人間と動物は変身可能な対等な存在であると位置づけられていることがしばしばある。例えばギニアには、猿は本当はしゃべれるが白人に奴隷にされないようしゃべれないふりをしているのだ、という話があるし、ボノボの生息地に生きるバンツー系民族の焼畑農耕民バンガンドゥは、ビーリヤ(ボノボ)と人は同祖であり、兄弟であるという民話をもつ。

このような『人間も動物の仲間である』という動物観に基づいて行う人間の展示が、過去の人間動物園のように社会進化論の影響として批判・議論されることはない。例えば、日本モンキーセンターには人間が檻に入っているように撮影できる所があることが知られている。同施設の設立理由は
とあり、元々進化研究と関連がある。このような人間とサルの連続性を語る行為が、ポストコロニアル理論のもと批判されることはない。2009年11月27日から29日までの期間、ポーランドのワルシャワの動物園も同じ趣旨で同様の展示を行っていた。